# Policijska akademija 2
Policijska akademija 2 (polni naslov Policijska akademija 2: Njihova prva naloga, izvirno angleško Police Academy 2: Their First Assignment) je ameriška komedija iz leta 1985, ki jo je režiral Jerry Paris. Gre za prvo od šestih nadaljevanj v seriji Policijska akademija.
Veliko igralcev iz prvega filma se je vrnilo za snemanje nadaljevanja. Steve Guttenberg je tako ponovno zaigral kot Carey Mahoney, razredni klovn, nekdanji igralec ameriškega nogometa Bubba Smith je ponovno upodobil ogromnega Mosesa Hightowerja, Marion Ramsey je ponovno odigrala Laverne Hooks, David Graf se je še enkrat predstavil kot z orožjem obseden Eugene Tackleberry, Michael Winslow kot mojster zvočnih efektov Larvell Jones in veteran George Gaynes kot poveljnik Eric Lassard. Gre za edini film v franšizi, v katerem manjka Leslie Easterbrook kot Debbie Callahan. Prav tako gre za edini film iz te serije, ki je prejel oceno PG-13.
Novi obrazi v drugem filmu so Howard Hesseman kot kapetan Pete Lassard (brat poveljnika akademije Erica Lassarda), Bobcat Goldthwait kot Zed, vodja tolpe The Scullions, Art Metrano kot poročnik Mauser, Peter Van Norden kot priliznjen policist Vinnie Schtulman, Tim Kazurinsky kot podjetnik Carl Sweetchuck in Lance Kinsey kot narednik Proctor. V filmu so kadeti Policijske akademije po diplomi poslani na najslabše območje v mestu, kjer pomagajo kapetanu Peteu Lassardu v boju zoper Zedovo tolpo.

## Zgodba
Po naključnem napadu lokalne tolpe, imenovane The Scullions, z otročjim voditeljem Zedom McGlunkom načelnik Henry Hurst prispe prispe na policijsko postajo 16. okrožja in obvesti svojega kapetana Petea Lassarda, da je to območje najslabše v mestu. Lassard protestira, da so njegovi častniki stari in ostali za časom ter da dela ne morejo več opravljati. Kljub temu da Hurst Lassardu 30 dni časa, da izboljša stanje, sicer bo ostal brez službe. Poročnik Mauser ob tem postane kandidat za napredovanje v kapetana, če Lassardu spodleti. Lassard pokliče svojega brata Erica, ki vodi policijsko akademijo, in ga prosi za šest novih rekrutov. Mauser medtem govori s sodelavcem Proctorjem, da bi poskusila prevzeti nadzor nad okrožjem.
Najboljši diplomanti poveljnika Lassarda Carey Mahoney, Larvell Jones, Eugene Tackleberry, Moses Hightower, Laverne Hooks in Douglas Fackler prispejo s policijske akademije v 16. okrožje, pri čemer so nekateri dodeljeni starejšim častnikom. Fackler je dodeljen Dooleyju, Mahoney Vinnieju Schtulmanu, Tackleberry pa Kathleen Kirkland. Tackleberry pozneje Mahoneyju zaupa, da se je verjetno zaljubil v Kirklandovo.
Mauser večkrat skuša sabotirati novince, ob tem pa se osebno spravlja predvsem na Mahoneyja. Med patruljiranjem Mahoney in Schtulman opazita rop trgovine, vendar roparja pobegneta v zmedi, ki jo s svojim nerodnim odzivom povzročijo policisti. Mauser jih hoče suspendirati, vendar Mahoney prepriča Lassarda, da jim da še eno priložnost. Med tem dogajanjem se Zed s svojo tolpo odpravi na ''nakupovanje'' v supermarket, kjer povzroči opustošenje in kaos.
Mauser dodeli Mahoneyju novo nalogo: patruljiranje v tunelu, ki se zaključi tako, da njega in partnerja zasujejo saje. Mauserju se maščuje tako, da zamenja njegov šampon z raztopino smole, ki jo Tackleberry uporablja za popravilo svoje čelade, zaradi katere se Mauserju roke prilepijo na lase. Ta se na koncu osramoti pred celotno postajo in do konca zgodbe v filmu nosi lasuljo. Kapetan Lassard zaloti nekaj Zedovih mož in se skuša z njimi spoprijeti, vendar je nemočen in ga tolpa onesposobi. Zaradi tega ponižanja Lassard policistom dovoli, da se uporabi kakršna koli sredstva za zajetje članov tolpe. Končno pride do napredka in večino tolpe aretirajo po incidentu v baru Modra ostriga, vendar Mauser prepriča poveljnika, da se večino obtožb zaradi uporabe prevelike sile in kršitev postopka opusti in aretirane izpusti. Mahoney spozna, da je Mauser to naredil namerno, zato kot maščevanje pokliče medicinsko sestro, zadolženo za pregled telesnih votlin, da pregleda Mauserja.
Tackleberry se odpravi na zmenek s Kirklandovo in z njo pleše do poznih ur. Izpovesta si ljubezen drug do drugega in se po odstranitvi velikega števila skritega orožja strastno ljubita. Kapetan Lassard se sreča z bratom Ericom v japonski restavraciji, kjer Eric dobi idejo, da bi priredil sejem. Na sejemsko noč se spet prikaže Zedova tolpa, ki uničuje vse okoli sebe. Lassard izgubi službo, Mauser pa napreduje v kapetana. Ta najprej odpusti Mahoneyja in Schtulmana, ki nasprotuje Mahoneyjevi razrešitvi.
Mahoney, Schtulman in Lassard se združijo za še zadnji poskus zaustavitve tolpe. Mahoney se skuša pod krinko infiltrirati v bando. Lassard in Schtulman ga opremita z mikrofonom. Mahoneyju uspe pod pretvezo, da je Jughead, nekdanji član tolpe The Archies. Uspe mu odkriti njihovo skrivališče (zapuščeni živalski vrt Griffith Park) in ime njihove vodje. Kmalu pa ga razkrinkajo, ko se posnetek z mikrofona pojavi v radijskem oglasu, zato kapetan Lassard na lokacijo pokliče vse može. Policisti prispejo na kraj, vendar jih ustavi Mauser, ki skuša sam izvesti akcijo, ki pa spodleti zaradi Facklerjevega nerodnega posredovanja, zato Mauser postane talec Zedove tolpe. Policisti organizirajo samostojno akcijo, v kateri uspejo aretirati tolpo. Zed skuša pobegniti z Mahoneyjem, vendar mu Lassard prepreči pobeg in namerava Zeda ustreliti. Mahoney Zeda potisne po stopnicah, kjer ga nato aretira Hooksova. Kmalu zatem se razkrije, da Lassardova pištola sploh ni bila nabita, saj že vse od leta 1973 ni nosil nabitega orožja. Lassard ponovno postane kapetan, prav tako se na svoje mesto vrneta Mahoney in Schtulman, medtem ko Mauser ponovno postane poročnik.
Policisti (vključno z Lassardom) se udeležijo poroke Tackleberryja in Kirklandove. S policijske akademije se odpeljejo v velikem tovornjaku, imenovanem Bigfoot.

## Igralska zasedba

### Novi policisti v 16. okrožju
- Steve Guttenberg kot Carey Mahoney
- Bubba Smith kot Moses Hightower
- David Graf kot Eugene Tackleberry
- Michael Winslow kot Larvell Jones
- Bruce Mahler kot Douglas Fackler
- Marion Ramsey kot Laverne Hooks

### Preostali policisti v 16. okrožju
- Colleen Camp kot Kathleen Kirkland
- Howard Hesseman kot kapetan Pete Lassard
- Peter Van Norden kot Vinnie Schtulman
- Ed Herlihy kot Dooley
- Lance Kinsey kot Carl Proctor
- Art Metrano kot poročnik Ernie Mauser

### Ostali
- George Gaynes kot poveljnik Eric Lassard
- George R. Robertson kot šef Henry J. Hurst
- Tim Kazurinsky kot Carl Sweetchuck
- Arthur Batanides kot gospod Kirkland
- Jackie Joseph kot gospa Kirkland
- Andrew Paris kot Bud Kirkland
- Jennifer Darling kot županja
- Lucy Lee Flippin kot mama
- Jason Hervey kot Brian
- Diana Bellamy kot medicinska sestra
- Rich Hall kot panker z ulice
- Jim Reid Boyce kot Michael

### The Scullions
- Bobcat Goldthwait kot Zed McGlunk
- Christopher Jackson kot Mojo
- Church Ortiz kot Flacko

## Produkcija
Prvi film je stal 4,8 milijona dolarjev, drugi pa 7,5 milijona dolarjev. Producent Paul Maslansky je dejal, da je razlika posledica snemanja v Los Angelesu namesto v Torontu kot izvirnik. »Snemanje v Los Angelesu je drago,« je pojasnil. »Ne zaradi mestnih oblasti, te zagotavljajo sodelovanje. Krivi so trgovci in lastniki nepremičnin, ki vas lahko resnično oberejo. Za čas snemanja zahtevajo veliko denarja za zagotavljanje lokacij, parkirnine, itd.« Maslanksy je tudi dejal: »Igralci so seveda želeli več denarja za nadaljevanje. Osnovni stroški so znašali približno milijon in pol, kar vključuje tudi moj honorar.« Dodal je še: »Nekaj časa smo izgubili, ker sem moral po nekaj tednih zamenjati režiserja, vendar se je Jerry Paris odlično odrezal.«
»Nisem bil preveč navdušen nad snemanjem nadaljevanja,« je dejal Guttenberg. »Nisem si mislil, da bi lahko bil scenarij tako dober kot prvi, vendar so ga nato izboljšali in ko sem se pogovarjal s Paulom, sem se odločil, da bom poskusil še enkrat.«

## Sprejem

### Zaslužek
Film se je predvajal v 1.613 mestih in v prvem vikendu zaslužil 10 675 896 ameriških dolarjev, s čimer je dosegel rekord meseca marca. Leta 1985 se je na lestvici filmov z največ zaslužka v ZDA s skupno 55,6 milijona dolarjev uvrstil na 11. mesto. Film je po vsem svetu zaslužil 114,993 milijona dolarjev in ustvaril 20,5 milijona dolarjev dobička.

### Kritike
Film je prejel negativne ocene. Na strani Rotten Tomatoes ima film na podlagi 15 ocen oceno 33 %. Na strani Metacritic je film dosegel oceno 39 od 100 na podlagi osmih ocen kritikov, kar kaže na splošno neugoden sprejem.
Pri Variertyju so zapisali: »Nadaljevanje vključuje velik del zasedbe izvirnika, vendar nobenega od njegovih ključnih zakulisnih ustvarjalnih talentov z izjemo producenta Paula Maslanskyja. Edini igralec, ki je od tega imel korist s tem, da je pridobil kilometrino, je novinec v seriji Art Metrano kot ambiciozen poročnik, ki želi prevzeti oddelek.« Variety je za film našel malo pohval, le da je »Metrano nekako uspel zasijati v teh mračnih pogojih« in da je »Michael Winslow imel nekaj dobrih trenutkov.« Filmski kritik Leonard Maltin je filmu dal oceno BOMB (kot prvemu od petih v franšizi) in dejal: »Obstajajo epizode Dragneta, ki so bolj smešne od tega filma.« Siskel in Ebert sta film vključila v epizodo svojega TV šova leta 1985 v oddaji, ki se je v celoti osredotočila na slaba nadaljevanja filmov, čeprav je Gene ob tem opozoril, da je film nasmejal dve osebi več kot prvi film iz leta 1984, kar je pomenilo, da je nadaljevanje nasmejalo natanko dva človeka.